# Rába Contact 292
A Rába Contact 292 egy helyközi csuklósbusz, melyet a Rába Magyar Vagon- és Gépgyár gyártott. A típus 3 kétszárnyas bolygóajtóval rendelkezik. Szóló változata a Rába Contact 092, háromtengelyes változata pedig a Rába Contact 302.

## Története
Az ezredforduló előtt a Rába Magyar Vagon- és Gépgyár autóbuszgyártásba kezdett, azzal a céllal, hogy megfizethető buszokat fejlesszenek. Új típus helyett a gyár a belga Jonckheere cég Communo buszának licencét vásárolta meg. Az így elkészített 2 Rába buszt  (egy Contact 092 és egy Premier 291) először az 1998-as Industria kiállításon mutatták be. Ezt követően a Rába több tendert meg is nyert a Contact és Premier buszokkal, de a megrendelések alulmúlták a várakozásokat. Az egyre veszteségesebb gyártást végül 2001-ben, a miskolci tender elvesztése után állították le.

## Előfordulása
A 24 Volán-vállalatból csupán csak 8 vásárolt Rába Contact 292-t. A Volánok megszűnése után a regionális közlekedési központok örökölték meg a buszokat, így az ÉMKK-n kívül mindegyikhez jutott legalább egy darab.
A táblázatban 2019. januári adatok olvashatóak!
| Volán         | Közlekedési Központ | Darabszám | Darabszám |
| Volán         | Közlekedési Központ | eredeti   | jelenlegi |
| ------------- | ------------------- | --------- | --------- |
| Körös Volán   | DAKK                | 5         | 4         |
| Gemenc Volán  | DDKK                | 1         | 3         |
| Kapos Volán   | DDKK                | 2         | 3         |
| Bakony Volán  | ÉNYKK               | 1         | 6         |
| Vasi Volán    | ÉNYKK               | 5         | 6         |
| Jászkun Volán | KMKK                | 2         | 2         |
| Vértes Volán  | KNYKK               | 5         | 5         |
| Volánbusz     | Volánbusz           | 12        | 6         |
| Összesen      | Összesen            | 33        | 26        |

## Selejtezések
A legelső autóbuszt a Körös Volán selejtezte 2013-ban. A Volánbusz 2017-ben kezdte meg a sorozat selejtezését, ekkor 5 autóbuszt állított le végleg, 2018-ban egy darabot. Új buszok beszerzése miatt 2021-ben indult meg a nagyobb mennyiségű selejtezés, ekkor 12 példányt selejteztek. 2022-ben 3 példányt selejteztek. 2023-ban négy autóbuszt selejteztek. Hat darab van még állományban, amiből 2 darab közlekedik még menetrend szerinti forgalomban.